# Lin Kun-Han
Detta är ett kinesiskt namn; familjenamnet är Lin.
Lin Kun-Han (kinesiska: 林琨瀚; pinyin: Lín Kūnhàn), född den 5 januari 1968 i länet Changhua på Taiwan, är en före detta basebollspelare som tog silver vid olympiska sommarspelen 1992 i Barcelona.